# Riquelme Peak
Der Riquelme Peak ist ein Berg auf Tonkin Island vor der Bowman-Küste des Grahamlands auf der Antarktischen Halbinsel. Er ist die südlichste Erhebung eines felsigen Gebirgskamms, der den östlichen Ausläufer der Insel bildet.
Offenbar waren es Wissenschaftler der 1. Chilenischen Antarktisexpedition (1946–1947), die in als Erste sichteten. Auf der im Anschluss an diese Forschungsreise 1947 veröffentlichten Karte erschien das Objekt als Riquelme Island. Namensgeber ist vermutlich ein Signalgast der Expedition. Das UK Antarctic Place-Names Committee passte die Benennung 2003 an.